# Manfred Menger
Manfred Menger (* 28. Januar 1936 in Meuselbach) ist ein deutscher Historiker. Er legte 1962 als erster DDR-Autor eine zeitgeschichtliche Arbeit über Finnland vor und spezialisierte sich in der Folge auf die deutsch-finnischen Beziehungen während der Zeit des Nationalsozialismus bzw. während des Zweiten Weltkriegs. An der Ernst-Moritz-Arndt-Universität Greifswald, deren Sektion Geschichtswissenschaft er von 1982 bis 1990 vorstand, organisierte er ab 1973 gemeinsame Seminare mit finnischen Historikern.

## Leben
In den Jahren 1953/54 besuchte Menger die Arbeiter-und-Bauern-Fakultät in Halle, an der er die Hochschulreife erwarb. Er begann 1954 ein Studium der Geschichte, Philosophie und Politischen Ökonomie am Franz-Mehring-Institut der Karl-Marx-Universität Leipzig (KMU), das er 1958 als Diplom-Lehrer für Marxismus-Leninismus abschloss. Als wissenschaftlicher Assistent war Menger zunächst bis 1962 am Institut für Marxismus-Leninismus der KMU Leipzig tätig. Er wechselte an die Ernst-Moritz-Arndt-Universität Greifswald (EMAU), wo er im Oktober 1966 von Johannes Schildhauer mit einer Arbeit über „Die Interventionspolitik des deutschen Imperialismus in Finnland in den Jahren des ersten Weltkrieges (vom Kriegsausbruch bis zur Niederschlagung der revolutionären Erhebung des finnischen Proletariats)“ promoviert wurde.
Menger wurde in Greifswald 1967 wissenschaftlicher Oberassistent, lehrte ab 1969 als Dozent und leitete ebenfalls ab 1969 die Forschungsgruppe „Nordische Geschichte“. Im Februar 1978 legte er seine Promotion B „Das faschistische Deutschland und Finnland 1933–1941“ vor.  Ab September war er 1980 Ordentlicher Professor für Allgemeine Geschichte der neuesten Zeit an der Sektion Geschichtswissenschaft der EMAU Greifswald. Von 1982 bis 1990 fungierte er als Sektionsdirektor. 1993 wurde er in den Vorruhestand versetzt.
Menger war mit der Fennistin Kaija Menger verheiratet.

## Werk
Mit seiner Publikation Feuer über Suomi über die deutsche Finnland-Intervention 1918 legte Menger die erste zeitgeschichtliche Arbeit eines DDR-Autors zu Finnland vor. Er wurde von Johannes Schildhauer nach Greifswald geholt, wo Schildhauer versuchte, das dortige Historische Institut zum Zentrum der DDR-Forschung zum Ostseeraum zu machen. In der von Menger 1969 begründeten Forschungsgruppe „Nordische Geschichte“ arbeiteten Wolfgang Wilhelmus, Reinhard Abraham, Lutz Oberdörfer, Fritz Petrick, Dörte Putensen, Karl-Michael Chilcott und Michael F. Scholz mit. Die Forschungsgruppe beschäftigte sich vornehmlich mit der Geschichte Nordeuropas im Zweiten Weltkrieg, insbesondere mit der Nordeuropapolitik Hitler-Deutschlands. Diese Schwerpunktsetzung stand im Zusammenhang mit dem Großprojekt „Geschichte Deutschlands im zweiten Weltkrieg“, das im Zentralinstitut für deutsche Geschichte der Akademie der Wissenschaften der DDR angesiedelt war. Mengers Promotion B diente als Vorarbeit für den späteren Dokumentenband Nordeuropapolitik des faschistischen deutschen Imperialismus (1987) sowie von Mengers Gesamtdarstellung der deutsch-finnischen Beziehungen Deutschland und Finnland im zweiten Weltkrieg (1988). Wie schon für seine Doktorarbeit nutzte Menger dafür nicht nur deutsche Archivalien, sondern wertete auch Akten in Helsinkier Archiven aus. So konnte er seinerzeit Abschriften von Akten der deutschen Ostsee-Division einsehen, die das finnische Kriegsarchiv Anfang der 1930er Jahre angefertigt hatte, und deren Originale in Deutschland bei Bombenangriffen 1945 zum größten Teil vernichtet worden waren.  Mit Rücksicht auf politisch motivierte Vorgaben der sowjetischen Geschichtsschreibung beschönigte Menger in Publikationen, die vor 1990 erschienen, die sowjetische Finnlandpolitik 1939/40.
Ab 1973 gehörte Menger dem Redaktionskollegium der Zeitschrift Nordeuropa Studien und von 1988 bis 1990 dem Redaktionskollegium der Zeitschrift für Geschichtswissenschaft an und wurde 1989 Mitglied des Präsidiums der Historiker-Gesellschaft der DDR. Er kooperierte mit sowjetischen Historikern wie Alexander Kan und war Gast bzw. Referent auf den Kongressen sowjetischer Skandinavisten. Zwischen 1973 und 1990 organisierte er mit finnischen Historikern wie Seppo Hentilä zwölf gemeinsame Seminare deutscher und finnischer Historiker, die in Greifswald als „Finnen-Seminare“ bekannt waren und abwechselnd in der DDR und in Finnland stattfanden. Die daraus entstandene Publikationsreihe vermittelte deutschsprachigen Lesern Fragen der Geschichte Finnlands und der deutsch-finnischen Beziehungen. Menger ist seit 1983 korrespondierendes Mitglied der Finnischen Historischen Gesellschaft. Finnische Historiker unterstützten Menger auch nach der Deutschen Wiedervereinigung mit einer Eingabe an den damaligen Kultusminister von Mecklenburg-Vorpommern.

## Schriften (Auswahl)
- Feuer über Suomi. Finnlands Rote Garde im Kampf gegen Weißgardisten und deutsche Militaristen. 1. Auflage. Dt. Militärverl., Berlin 1962.
- Das imperialistische Deutschland und die Anerkennung der Selbständigkeit Finnlands durch Sowjetrussland. In: Jahrbuch für Geschichte der UdSSR und der volksdemokratischen Länder Europas.11 (1967), S. 143–155.
- Finnland im Jahre 1918. In: Nordeuropa Studien.2 (1967), S. 7–25.
- Fünfzig Jahre finnische Unabhängigkeit. In: Wissenschaftliche Zeitschrift der Ernst-Moritz-Arndt-Universität Greifswald, Nr. 3/4 1969, S. 197–201.
- Voraussetzungen und Ergebnisse des sowjetisch-finnischen Vertrages über Freundschaft, Zusammenarbeit und gegenseitigen Beistand vom April 1948. In: Nordeuropa in der Gegenwart. Berlin 1972, S. 80–95.
- Grundzüge imperialistischer deutscher Nordeuropapolitik bis 1945. In: Zeitschrift für Geschichtswissenschaft, Nr. 9 1973, S. 1029–1044.
- Die Finnlandpolitik des deutschen Imperialismus. 1917-1918. Akademie-Verlag, Berlin 1974.
- mit Fritz Petrick und Wolfgang Wilhelmus: Nordeuropa unter der Vorherrschaft des faschistischen deutschen Imperialismus 1940-1945. In: Zeitschrift für Geschichtswissenschaft, Nr. 5 1976, S. 516–530.
- Die Einbeziehung Finnlands in den antisowjetischen Kriegskurs 1940/41. In: Jahrbuch für Geschichte.Bd. 24 (1981), S. 351–388.
- Christian Friedrich Rühs Brief an Henrik Gabriel Porthan vom 3. August 1801. In: Nordeuropa.17 (1984) 1984, S. 88–96.
- Christian Friedrich Rühs – ein Wegbereiter Greifswalder Nordeuropaforschung. In: Wissenschaftliche Zeitschrift der Ernst Moritz Arndt Universität, Nr. 3–4/1985, S. 68–72.
- und Fritz Petrick und Wolfgang Wilhelmus (Hrsg.): Expansionsrichtung Nordeuropa. Dokumente zur Nordeuropapolitik des faschistischen deutschen Imperialismus 1939 bis 1945. Dt. Verl. der Wiss, Berlin 1987, ISBN 3-326-00215-7.
- Deutschland und Finnland im zweiten Weltkrieg. Genesis und Scheitern einer Militärallianz. 1. Auflage. Militärverlag der Deutschen Demokratischen Republik, Berlin 1988, ISBN 3-327-00505-2.
- und Olli Kaikkonen (Hrsg.): Deutschland und Finnland 1871 - 1914. Politik, Wirtschaft, öffentliche Meinung. Joensuun Yliopisto, Joensuu 1992, ISBN 951-708-069-7.
- Finnlands Winterkrieg 1939/40. In: Communitas et dominium : Festschrift zum 75. Geburtstag von Johannes Schildhauer, Großbarkau 1994, S. 174–185.
- und Dörte Putensen (Hrsg.): Finnland und Deutschland. Forschungen zur Geschichte der beiden Länder und ihrer Beziehungen ; Protokollband des Dritten Deutsch-Finnischen Historikerseminars auf Schloß Spyker (Rügen) vom 15. bis 19. September 1993. Dr. Kovač, Hamburg 1996, ISBN 3-86064-474-2.
- Mannerheim – der Retter Finnlands?. In: Schicksalsschwere Zeiten, Berlin-Verlag Arno Spitz, Berlin 1997, S. 60–71.
- Finnland – Der Weg in den Frieden. In: Kriegsende in Europa: vom Beginn des deutschen Machtzerfalls bis zur Stabilisierung der Nachkriegsordnung 1944 - 1948, hrsg. von Ulrich Herbert/Axel Schildt, Essen 1998, S. 279–300.
- Deutsch-finnische „Waffenbrüderschaft“ und Wirtschaftskooperation. In: Krieg und Wirtschaft. Studien zur deutschen Wirtschaftsgeschichte 1939-1945, hrsg. von Dietrich Eichholtz, Berlin 1999, S. 299–323.
- und Burkhart E. Poser (Hrsg.): Finnland im Blick. Historische und zeitgeschichtliche Studien ; Festschrift für Dörte Putensen. SAXA, Berlin 2014, ISBN 978-3-939060-48-2.
- Franz Mehring. In: Biographisches Lexikon für Pommern, Bd. 1, hrsg. von Dirk Alvermann und Nils Jörn, Böhlau Verlag, Köln/Weimar/Wien 2013, ISBN  978-3-412-20936-0, S. 183–189.
- Die Evakuierung und Neuansiedlung der Karelier während und im Gefolge des Zweiten Weltkrieges. In: Dynamiken der Gewalt : Krieg im Spannungsfeld von Politik, Ideologie und Gesellschaft ; Festschrift für Bernd Wegner. Schöningh, Paderborn 2015, ISBN 3-506-77939-7, S. 90–101.
- Schildhauer, Johannes. In: Biographisches Lexikon für Pommern, Bd. 2, hrsg. von Dirk Avermann und Nils Jörn, Böhlau Verlag, Köln / Weimar / Wien 2015, ISBN 978-3-412-22541-4, S. 238–242.
- Saksan Pro Finlandia-adressi 1899. Den tyska –adressen Pro Finlandia 1899, in: Pro Finlandia. Suomen tie itsenäisyyten. 2, Näkökulma: Saksa, Iso-Britannia, Itävalta ja Unkari. Toimittaneet/Redaktörer: Jussi Nuorteva & Pertti Hakala. Kansallisarkisto/Riksarkivet. Helsinki: Edita 2015, ISSN 1795-9683; 18:2, S. 256–263.
- Von Hofmeister zu Schildhauer. Das Historische Institut der Universität Greifswald in einer Zeit des Umbruchs (1949-1962), in: Ene vruntlike tohopesate. Beiträge zur Geschichte Pommerns, des Ostseeraums und der Hanse. Festschrift für Horst Wernicke zum 65. Geburtstag, hrsg. von Sonja Birli, Nils Jörn, Christian Peplow, Haik Thomas Porada, Dirk Schleinert (Schriftenreihe der David-Mevius-Gesellschaft, Bd. 12), Verlag Dr. Kovač, Hamburg 2016, ISSN 1864-0923, S. 329–354.
- Die Angliederung Finnlands an Rußland 1809. In: Nils Jörn, Dirk Schleinert (Hrsg.): Vom Löwen zum Adler. Der Übergang Schwedisch-Pommerns an Preußen 1815 (= Forschungen zur pommerschen Geschichte. Band 52). Böhlau Verlag, Köln 2019, S. 215–224. ISBN 978-3-412-51242-2.
- Finnlands Übergang vom Krieg zum Frieden 1944/1945. In: Dirk Schleinert (Hrsg.): Frieden im Ostseeraum. Konfliktbewältigungen vom Mittelalter bis 1945 (= Forschungen zur pommerschen Geschichte. Bd. 59). Böhlau Verlag, Köln 2022, S. 191–200. ISBN 978-3-412-52430-2.